# 重裝制裁
《重裝制裁》（英語：A Working Man）是一部2025年美國動作驚悚片，由大衛·艾亞執導並與席維斯·史特龍聯合編劇，改編自查克·迪克森的2014年小說《萊文的交易》。主演陣容包括傑森·史塔森、大衛·哈伯、麥可·潘納和傑森·佛萊明。電影講述萊文·凱德（史塔森飾演）離開英國皇家海軍陸戰隊後，改當建築工人過著平靜的生活。老闆女兒某日遭人口販子綁架，使萊文開始運用自己的老技能尋人，並意外揭露了腐敗政府探員參與人口販運的陰謀。
《重裝制裁》由亞馬遜MGM影業排定2025年3月28日在美國上映。

## 剧情
列文·凯德（Levon Cade）曾是皇家海军陆战队的突击队员，现在是一家建筑公司的施工队领队。他和经营这家公司的加西亚（Garcia）一家关系密切。当这家人的十几岁女儿珍妮（Jenny）被俄罗斯人贩子绑架后，列文决定亲自出马，救回珍妮。
这个绑架组织由俄罗斯黑帮“兄弟会”（Bratva）掌控，头目是西蒙·哈尔琴科（Symon Kharchenko）。在列文杀死了组织里的高阶头目沃洛·科利斯尼克（Wolo Kolisnyk）之后，西蒙派他的两个儿子丹尼亚（Danya）和万科（Vanko）去追杀列文。为了渗透进该组织，列文伪装成一名交易商，借此接近负责人口贩卖业务的沃洛的儿子迪米（Dimi）。与此同时，负责看押珍妮的“蝰蛇”（Viper）和“阿尔忒弥斯”（Artemis）试图将她卖给一个客户，但珍妮激烈反抗，咬掉了那客户的一块脸颊肉。她因此被下令处死，不过那客户随后又改变了主意，想再尝试“驯服”她。另一边，列文虽然被丹尼亚和万科抓住了，但他成功反杀了这两人。这使得西蒙和他之间的冲突彻底变成了私人恩怨。
由于身份暴露并受到暴徒的威胁，列文不得不把他的女儿梅丽（Merry）送到他以前的战友冈尼（Gunny）那里暂住。他找到了迪米，并迫使迪米带路，找到了关押珍妮的据点。列文先干掉了迪米，然后一路杀了过去，清除了所有挡路的罪犯，包括一整个飞车党及其头目。列文找到了珍妮，杀死了那个客户，接着又干掉了“蝰蛇”，而珍妮则自己动手解决了“阿尔忒弥斯”。在带着珍妮成功逃脱前，列文还解决了最后几个打手。另一边，西蒙的兄弟告诫他，让他别再去找列文的麻烦，并明确告知，组织里没有人会支持他个人的复仇行动。
列文先把珍妮安全送回她家人身边，随后才动身去和自己的女儿梅丽及战友冈尼会合。

## 演員
- 傑森·史塔森飾演萊文·凱德
- 大衛·哈伯飾演甘尼·萊佛帝（Gunny Lefferty）
- 麥可·潘納飾演喬·賈西亞
- 傑森·佛萊明飾演沃洛·科利斯尼克
- 亞麗安娜·里瓦斯飾演珍妮·賈西亞
- 諾艾米·岡薩雷茲（英语：Noemi Gonzalez）飾演卡拉·賈西亞
- 愛默特·J·斯坎蘭（英语：Emmett J. Scanlan）飾演威柏
- 伊芙·瑪若（英语：Eve Mauro）飾演阿提密斯
- 麥西米利安·奧辛斯基（英语：Maximilian Osinski）飾演迪米·科利斯尼克
- 馬克斯·克羅斯（英语：Max Croes）[6]飾演卡普
- 克里斯蒂娜·波利飾演斯韋特蘭娜·科利斯尼克
- 安德雷·卡明斯基（英语：Andrej Kaminsky）飾演西蒙·哈琴科
- 艾拉·吉伊飾演萊文之女
- 艾拉娜·博登（英语：Alana Boden）飾演妮娜

## 製作
席維斯·史特龍最初透過巴波亞製片公司將查克·迪克森的小說《萊文的交易》改編成電視劇。此專案變成了一部在2023年美國電影市場上銷售的電影，由大衛·艾亞執導，傑森·史塔森主演。2024年1月，亞馬遜MGM影業從黑熊國際公司收購了本片的美國及部分國際發行權，黑熊還將本片出售給其他地區的獨立發行商。本片投入開發的部分原因是考慮到迪克森的原作小說不只一部，具備推出續集的潛力。
2024年4月，大衛·哈伯、麥可·潘納、傑森·佛萊明、亞麗安娜·里瓦斯、諾艾米·岡薩雷茲、愛默特·J·斯坎蘭、伊芙·瑪若、麥西米利安·奧辛斯基、克里斯蒂娜·波利、安德雷·卡明斯基與艾拉·吉伊加入演出陣容。
電影2024年4月在倫敦展開主要拍攝工作。劇組也在伯克郡的溫納許電影製片廠（Winnersh Film Studios）拍攝。電影於同年5月31日殺青。2024年12月，片名從《萊文的交易》被稱改為《重裝制裁》（A Working Man）。

## 發行
本片2025年3月28日在美國上映。美國原定的上映日為2025年1月17日。

## 迴響

### 票房
《重裝制裁》在美國和加拿大，與《院子里的女人》、《我的企鹅老师》、《獨角獸之死》同時上映，外界預估本片首映週末能從3262家戲院獲得1000萬至1200萬美元的票房。本片首日票房為560萬美元，包含週四晚間預映的110萬美元。《重裝制裁》表現略有超乎預期，首映週末票房達1550萬美元，超越《白雪公主》成為當週票房冠軍。
| 上一届： 《白雪公主》 | 2025年美國週末票房冠軍 第13週 | 下一届： 《MINECRAFT麥塊電影》 |
| 上一届： 《白雪公主》 | 2025年台北週末票房冠軍 第13週 | 下一届： 《MINECRAFT麥塊電影》 |

### 評價
本片在爛番茄網站上根據154篇影評，新鮮度為47%，平均得分4.9／10；共識影評：「《重裝制裁》是保留傑森·史塔森風味但未重視特點的及格動作片，宛如工人上下班打卡，驚喜及過人之處皆不足。」Metacritic網站透過加權平均值，根據31位評論家而得的評分為52分（滿分100分），象徵本片的口碑「褒貶不一或普通」。

## 外部連結
- 互联网电影数据库（IMDb）上《重裝制裁》的资料（英文）
- Box Office Mojo上《重裝制裁》的資料（英文）
- Metacritic上《重裝制裁》的資料（英文）
- AllMovie上《重裝制裁》的资料（英文）
- 爛番茄上《重裝制裁》的資料（英文）
- 開眼電影網上《重裝制裁》的資料（繁體中文）
- 豆瓣电影上《重裝制裁》的資料 （简体中文）
- 时光网上《重裝制裁》的資料（简体中文）